# Llista de topònims de Móra d'Ebre
Llista de topònims (noms propis de lloc) del municipi de Móra d'Ebre, a la Ribera d'Ebre
Informació actualitzada per un bot. Els canvis manuals es perdran quan s'actualitzi!

## cabana
| imatge | Nom                            | Ubicat a    | instància de | Detalls | coordenades                                                          | Protecció | Commons (més fotos) | Dades a WD                    |
| ------ | ------------------------------ | ----------- | ------------ | ------- | -------------------------------------------------------------------- | --------- | ------------------- | ----------------------------- |
|        | Casa del Rec                   | Móra d'Ebre | cabana       |         | 41° 06′ 39″ N, 0° 37′ 53″ E / 41.1108658151551°N,0.631429784107385°E |           |                     | Modifica les dades a Wikidata |
|        | Mas del Barretot               | Móra d'Ebre | cabana       |         | 41° 06′ 23″ N, 0° 38′ 00″ E / 41.1062646388138°N,0.633250452859565°E |           |                     | Modifica les dades a Wikidata |
|        | caseta d'Antònio Roc           | Móra d'Ebre | cabana       |         | 41° 06′ 05″ N, 0° 37′ 31″ E / 41.1014448789001°N,0.625326645452697°E |           |                     | Modifica les dades a Wikidata |
|        | caseta de Carbudo              | Móra d'Ebre | cabana       |         | 41° 06′ 44″ N, 0° 37′ 20″ E / 41.1123247593402°N,0.622242937636871°E |           |                     | Modifica les dades a Wikidata |
|        | caseta de Claudi               | Móra d'Ebre | cabana       |         | 41° 04′ 52″ N, 0° 37′ 46″ E / 41.0810588809967°N,0.629548732837417°E |           |                     | Modifica les dades a Wikidata |
|        | caseta de Falcó                | Móra d'Ebre | cabana       |         | 41° 04′ 32″ N, 0° 37′ 43″ E / 41.0754529288902°N,0.628500470221819°E |           |                     | Modifica les dades a Wikidata |
|        | caseta de Flassada             | Móra d'Ebre | cabana       |         | 41° 06′ 04″ N, 0° 37′ 27″ E / 41.1011488535334°N,0.624075150241444°E |           |                     | Modifica les dades a Wikidata |
|        | caseta de Gallo                | Móra d'Ebre | cabana       |         | 41° 05′ 00″ N, 0° 35′ 27″ E / 41.0832014845197°N,0.590867212350387°E |           |                     | Modifica les dades a Wikidata |
|        | caseta de González             | Móra d'Ebre | cabana       |         | 41° 04′ 22″ N, 0° 38′ 20″ E / 41.0727909789624°N,0.638784373856175°E |           |                     | Modifica les dades a Wikidata |
|        | caseta de Joan                 | Móra d'Ebre | cabana       |         | 41° 06′ 10″ N, 0° 36′ 10″ E / 41.1028399986047°N,0.60267592686911°E  |           |                     | Modifica les dades a Wikidata |
|        | caseta de Jordi Garí           | Móra d'Ebre | cabana       |         | 41° 06′ 28″ N, 0° 37′ 20″ E / 41.1078484188541°N,0.622249710492102°E |           |                     | Modifica les dades a Wikidata |
|        | caseta de Mariano              | Móra d'Ebre | cabana       |         | 41° 06′ 25″ N, 0° 37′ 15″ E / 41.1069246992976°N,0.620699254477421°E |           |                     | Modifica les dades a Wikidata |
|        | caseta de Mata-raboses         | Móra d'Ebre | cabana       |         | 41° 05′ 13″ N, 0° 33′ 31″ E / 41.0869108896409°N,0.558720263088135°E |           |                     | Modifica les dades a Wikidata |
|        | caseta de Perepau              | Móra d'Ebre | cabana       |         | 41° 06′ 07″ N, 0° 35′ 54″ E / 41.1019720145961°N,0.598194631753379°E |           |                     | Modifica les dades a Wikidata |
|        | caseta de Pino                 | Móra d'Ebre | cabana       |         | 41° 05′ 19″ N, 0° 37′ 18″ E / 41.0885527098258°N,0.621683931863491°E |           |                     | Modifica les dades a Wikidata |
|        | caseta de Saloni               | Móra d'Ebre | cabana       |         | 41° 06′ 01″ N, 0° 35′ 06″ E / 41.1002890337141°N,0.584908218443409°E |           |                     | Modifica les dades a Wikidata |
|        | caseta de Salvador Moreso      | Móra d'Ebre | cabana       |         | 41° 06′ 22″ N, 0° 37′ 49″ E / 41.1061119846492°N,0.630207459947913°E |           |                     | Modifica les dades a Wikidata |
|        | caseta de Sobirat              | Móra d'Ebre | cabana       |         | 41° 05′ 07″ N, 0° 36′ 06″ E / 41.0852309246774°N,0.601792619788009°E |           |                     | Modifica les dades a Wikidata |
|        | caseta de Vetera               | Móra d'Ebre | cabana       |         | 41° 06′ 04″ N, 0° 36′ 44″ E / 41.1011667127767°N,0.61231018983991°E  |           |                     | Modifica les dades a Wikidata |
|        | caseta de Vinaixa              | Móra d'Ebre | cabana       |         | 41° 07′ 07″ N, 0° 34′ 59″ E / 41.1184864046542°N,0.582918881027184°E |           |                     | Modifica les dades a Wikidata |
|        | caseta de Xano                 | Móra d'Ebre | cabana       |         | 41° 06′ 39″ N, 0° 37′ 30″ E / 41.1107127530881°N,0.624873460796394°E |           |                     | Modifica les dades a Wikidata |
|        | caseta de l'Inferri            | Móra d'Ebre | cabana       |         | 41° 04′ 56″ N, 0° 36′ 53″ E / 41.0821741749779°N,0.614640825273712°E |           |                     | Modifica les dades a Wikidata |
|        | caseta de la Gineta            | Móra d'Ebre | cabana       |         | 41° 04′ 38″ N, 0° 38′ 00″ E / 41.0772820537413°N,0.633350590597635°E |           |                     | Modifica les dades a Wikidata |
|        | caseta de la Guixera           | Móra d'Ebre | cabana       |         | 41° 06′ 27″ N, 0° 33′ 10″ E / 41.1074740006841°N,0.55279015704769°E  |           |                     | Modifica les dades a Wikidata |
|        | caseta de la Peretona          | Móra d'Ebre | cabana       |         | 41° 04′ 32″ N, 0° 39′ 11″ E / 41.0755405792926°N,0.653004761740693°E |           |                     | Modifica les dades a Wikidata |
|        | caseta de la Treseta           | Móra d'Ebre | cabana       |         | 41° 05′ 47″ N, 0° 38′ 01″ E / 41.096517960346°N,0.6336362452189°E    |           |                     | Modifica les dades a Wikidata |
|        | caseta del Canyisser           | Móra d'Ebre | cabana       |         | 41° 04′ 26″ N, 0° 38′ 26″ E / 41.0739774081175°N,0.640420124846521°E |           |                     | Modifica les dades a Wikidata |
|        | caseta del Fideuer             | Móra d'Ebre | cabana       |         | 41° 05′ 05″ N, 0° 37′ 16″ E / 41.0847943240407°N,0.621129072357162°E |           |                     | Modifica les dades a Wikidata |
|        | caseta del Pataquer            | Móra d'Ebre | cabana       |         | 41° 06′ 29″ N, 0° 36′ 22″ E / 41.1079983781025°N,0.606013101360315°E |           |                     | Modifica les dades a Wikidata |
|        | caseta del Peret de la Guixera | Móra d'Ebre | cabana       |         | 41° 06′ 04″ N, 0° 32′ 39″ E / 41.1011736446331°N,0.544117654632512°E |           |                     | Modifica les dades a Wikidata |
|        | caseta del Sestriller          | Móra d'Ebre | cabana       |         | 41° 04′ 23″ N, 0° 38′ 15″ E / 41.0729198406389°N,0.637601450920257°E |           |                     | Modifica les dades a Wikidata |
|        | caseta del Tomo                | Móra d'Ebre | cabana       |         | 41° 06′ 44″ N, 0° 34′ 52″ E / 41.112195406274°N,0.581006118565976°E  |           |                     | Modifica les dades a Wikidata |
|        | corral de Porqueres            | Móra d'Ebre | cabana       |         | 41° 04′ 56″ N, 0° 37′ 41″ E / 41.082110272517°N,0.628118193138929°E  |           |                     | Modifica les dades a Wikidata |
|        | corral de la Catatxora         | Móra d'Ebre | cabana       |         | 41° 04′ 45″ N, 0° 37′ 21″ E / 41.0790382165967°N,0.622408027313136°E |           |                     | Modifica les dades a Wikidata |
|        | corral de la Picona            | Móra d'Ebre | cabana       |         | 41° 05′ 32″ N, 0° 33′ 25″ E / 41.0921940057026°N,0.556834003402008°E |           |                     | Modifica les dades a Wikidata |

## casa
| imatge | Nom                                    | Ubicat a    | instància de | Detalls                     | coordenades                                          | Protecció                                  | Commons (més fotos)       | Dades a WD                    |
| ------ | -------------------------------------- | ----------- | ------------ | --------------------------- | ---------------------------------------------------- | ------------------------------------------ | ------------------------- | ----------------------------- |
|        | Casa Güarrissa                         | Móra d'Ebre | casa         | Estil: arquitectura popular | 41° 05′ 34″ N, 0° 38′ 31″ E / 41.09291°N,0.64202°E   | bé integrant del patrimoni cultural català | Casa Guarrissa            | Modifica les dades a Wikidata |
|        | Casa Ramon de Montagut comte de Cervià | Móra d'Ebre | casa         | Estil: arquitectura popular | 41° 05′ 31″ N, 0° 38′ 31″ E / 41.091809°N,0.641971°E | bé integrant del patrimoni cultural català | Casa de Ramon de Montagut | Modifica les dades a Wikidata |

## cova
| imatge | Nom                | Ubicat a    | instància de | Detalls | coordenades                                                          | Protecció | Commons (més fotos) | Dades a WD                    |
| ------ | ------------------ | ----------- | ------------ | ------- | -------------------------------------------------------------------- | --------- | ------------------- | ----------------------------- |
|        | cova de la Picossa | Móra d'Ebre | cova         |         | 41° 06′ 38″ N, 0° 34′ 38″ E / 41.1105553406877°N,0.577112611825322°E |           |                     | Modifica les dades a Wikidata |
|        | cova de la Porca   | Móra d'Ebre | cova         |         | 41° 06′ 35″ N, 0° 34′ 42″ E / 41.1095921249828°N,0.578422271356036°E |           |                     | Modifica les dades a Wikidata |

## edifici
| imatge | Nom                                  | Ubicat a    | instància de | Detalls                     | coordenades                                                          | Protecció                                  | Commons (més fotos)       | Dades a WD                    |
| ------ | ------------------------------------ | ----------- | ------------ | --------------------------- | -------------------------------------------------------------------- | ------------------------------------------ | ------------------------- | ----------------------------- |
|        | Consell Comarcal de la Ribera d'Ebre | Móra d'Ebre | edifici      |                             | 41° 05′ 29″ N, 0° 38′ 36″ E / 41.0914371842383°N,0.643259696277371°E |                                            |                           | Modifica les dades a Wikidata |
|        | Molí de Miquelet de la Guixera       | Móra d'Ebre | edifici      | Estil: arquitectura popular |                                                                      | bé integrant del patrimoni cultural català |                           | Modifica les dades a Wikidata |
|        | la Farinera                          | Móra d'Ebre | edifici      | Estil: arquitectura popular | 41° 05′ 30″ N, 0° 38′ 25″ E / 41.091537°N,0.64041°E                  | bé integrant del patrimoni cultural català | La Farinera (Móra d'Ebre) | Modifica les dades a Wikidata |

## església
| imatge | Nom                                              | Ubicat a    | instància de    | Detalls                                                          | coordenades                                                                   | Protecció                                  | Commons (més fotos)                       | Dades a WD                    |
| ------ | ------------------------------------------------ | ----------- | --------------- | ---------------------------------------------------------------- | ----------------------------------------------------------------------------- | ------------------------------------------ | ----------------------------------------- | ----------------------------- |
|        | Ermita de Sant Jeroni                            | Móra d'Ebre | església ermita | Estil: arquitectura popular                                      | 41° 06′ 55″ N, 0° 34′ 27″ E / 41.11521°N,0.57407°E                            | bé integrant del patrimoni cultural català | Sant Jeroni de Móra d'Ebre                | Modifica les dades a Wikidata |
|        | Ermita de Santa Madrona                          | Móra d'Ebre | església ermita | Estil: arquitectura barroca Anomenat per: Madrona de Tessalònica | 41° 06′ 58″ N, 0° 34′ 29″ E / 41.11598°N,0.57472°E                            | bé cultural d'interès local                | Santa Madrona de Móra d'Ebre              | Modifica les dades a Wikidata |
|        | Ermita de Santa Magdalena la Nova de Móra d'Ebre | Móra d'Ebre | església ermita | Estil: arquitectura popular Estat: enderrocat o destruït         |                                                                               | bé integrant del patrimoni cultural català |                                           | Modifica les dades a Wikidata |
|        | Ermita vella de Santa Magdalena de Mucoró        | Móra d'Ebre | església ermita | Estil: arquitectura popular                                      | 41° 06′ 06″ N, 0° 34′ 07″ E / 41.10176°N,0.5685°E 398 msnm                    | bé cultural d'interès local                | Ermita vella de Santa Magdalena de Mucoró | Modifica les dades a Wikidata |
|        | Mare de Déu dels Dolors de Móra d'Ebre           | Móra d'Ebre | església ermita | Estil: arquitectura popular 19th century                         | 41° 05′ 41″ N, 0° 38′ 24″ E / 41.094623°N,0.63999°E ca:C. del Calvari 63 msnm | bé integrant del patrimoni cultural català | Mare de Déu dels Dolors de Móra d'Ebre    | Modifica les dades a Wikidata |
|        | església parroquial de Móra d'Ebre               | Móra d'Ebre | església        |                                                                  | 41° 05′ 34″ N, 0° 38′ 30″ E / 41.09271°N,0.64171°E                            | bé cultural d'interès local                | Sant Joan Baptista de Móra d'Ebre         | Modifica les dades a Wikidata |

## forn de guix
| imatge | Nom                                             | Ubicat a    | instància de | Detalls                                                                           | coordenades | Protecció                                  | Commons (més fotos) | Dades a WD                    |
| ------ | ----------------------------------------------- | ----------- | ------------ | --------------------------------------------------------------------------------- | ----------- | ------------------------------------------ | ------------------- | ----------------------------- |
|        | Dos forns de guix                               | Móra d'Ebre | forn de guix | Estil: arquitectura popular                                                       |             | bé integrant del patrimoni cultural català |                     | Modifica les dades a Wikidata |
|        | Forn de guix de Coll Roig                       | Móra d'Ebre | forn de guix | Estil: arquitectura popular                                                       |             | bé integrant del patrimoni cultural català |                     | Modifica les dades a Wikidata |
|        | Forn de guix de Formiguilla I                   | Móra d'Ebre | forn de guix | Estil: arquitectura popular                                                       |             | bé integrant del patrimoni cultural català |                     | Modifica les dades a Wikidata |
|        | Forn de guix de Formiguilla II                  | Móra d'Ebre | forn de guix | Estil: arquitectura popular                                                       |             | bé integrant del patrimoni cultural català |                     | Modifica les dades a Wikidata |
|        | Forn de guix de Santa Magdalena                 | Móra d'Ebre | forn de guix | Estil: arquitectura popular                                                       |             | bé integrant del patrimoni cultural català |                     | Modifica les dades a Wikidata |
|        | Forn de guix de Xaran I                         | Móra d'Ebre | forn de guix | Estil: arquitectura popular                                                       |             | bé integrant del patrimoni cultural català |                     | Modifica les dades a Wikidata |
|        | Forn de guix de Xaran II                        | Móra d'Ebre | forn de guix | Estil: arquitectura popular                                                       |             | bé integrant del patrimoni cultural català |                     | Modifica les dades a Wikidata |
|        | Forn de guix de les Cabres Txeques              | Móra d'Ebre | forn de guix | Estil: arquitectura popular                                                       |             | bé integrant del patrimoni cultural català |                     | Modifica les dades a Wikidata |
|        | Forn del Mas de la Codonyera I                  | Móra d'Ebre | forn de guix | Estil: arquitectura popular                                                       |             | bé integrant del patrimoni cultural català |                     | Modifica les dades a Wikidata |
|        | Forn del Mas de la Codonyera II                 | Móra d'Ebre | forn de guix | Estil: arquitectura popular                                                       |             | bé integrant del patrimoni cultural català |                     | Modifica les dades a Wikidata |
|        | Forn del camí de Santa Madrona i de Sant Jeroni | Móra d'Ebre | forn de guix | Estil: arquitectura popular Anomenat per: Madrona de Tessalònica Jeroni d'Estridó |             | bé integrant del patrimoni cultural català |                     | Modifica les dades a Wikidata |

## granja
| imatge | Nom                       | Ubicat a    | instància de | Detalls | coordenades                                                          | Protecció | Commons (més fotos) | Dades a WD                    |
| ------ | ------------------------- | ----------- | ------------ | ------- | -------------------------------------------------------------------- | --------- | ------------------- | ----------------------------- |
|        | Granja de Barri           | Móra d'Ebre | granja       |         | 41° 04′ 52″ N, 0° 37′ 29″ E / 41.0811216299215°N,0.624725523927511°E |           |                     | Modifica les dades a Wikidata |
|        | Granja de Borràs Montlleó | Móra d'Ebre | granja       |         | 41° 04′ 58″ N, 0° 36′ 59″ E / 41.082644362912°N,0.616468911252191°E  |           |                     | Modifica les dades a Wikidata |
|        | Granja de Cardona         | Móra d'Ebre | granja       |         | 41° 05′ 07″ N, 0° 37′ 03″ E / 41.0853970523038°N,0.617607444508756°E |           |                     | Modifica les dades a Wikidata |
|        | Granja de Galindo         | Móra d'Ebre | granja       |         | 41° 04′ 42″ N, 0° 38′ 16″ E / 41.078436409858°N,0.637808538663342°E  |           |                     | Modifica les dades a Wikidata |
|        | Granja de Pagau           | Móra d'Ebre | granja       |         | 41° 04′ 40″ N, 0° 38′ 18″ E / 41.0778613823007°N,0.638317160185011°E |           |                     | Modifica les dades a Wikidata |
|        | Granja de Pavito          | Móra d'Ebre | granja       |         | 41° 04′ 49″ N, 0° 38′ 50″ E / 41.0802697683658°N,0.647289430463458°E |           |                     | Modifica les dades a Wikidata |
|        | Granja de Picó            | Móra d'Ebre | granja       |         | 41° 04′ 04″ N, 0° 38′ 59″ E / 41.0678282990113°N,0.64980401182016°E  |           |                     | Modifica les dades a Wikidata |
|        | Granja del Fideuer        | Móra d'Ebre | granja       |         | 41° 04′ 57″ N, 0° 37′ 24″ E / 41.0825631653743°N,0.623435592953738°E |           |                     | Modifica les dades a Wikidata |

## masia
| imatge | Nom                          | Ubicat a    | instància de | Detalls | coordenades                                                          | Protecció | Commons (més fotos) | Dades a WD                    |
| ------ | ---------------------------- | ----------- | ------------ | ------- | -------------------------------------------------------------------- | --------- | ------------------- | ----------------------------- |
|        | Caseta de Blader             | Móra d'Ebre | masia        |         | 41° 04′ 09″ N, 0° 37′ 38″ E / 41.0692667770461°N,0.627270907000214°E |           |                     | Modifica les dades a Wikidata |
|        | Caseta de Galió              | Móra d'Ebre | masia        |         | 41° 04′ 25″ N, 0° 38′ 18″ E / 41.0736477071206°N,0.638396635199918°E |           |                     | Modifica les dades a Wikidata |
|        | Caseta de Gori               | Móra d'Ebre | masia        |         | 41° 04′ 22″ N, 0° 38′ 20″ E / 41.0727909789624°N,0.638784373856175°E |           |                     | Modifica les dades a Wikidata |
|        | Caseta de Ximet              | Móra d'Ebre | masia        |         | 41° 04′ 44″ N, 0° 35′ 05″ E / 41.0788476381981°N,0.584681917699794°E |           |                     | Modifica les dades a Wikidata |
|        | Caseta del Barqueret         | Móra d'Ebre | masia        |         | 41° 06′ 08″ N, 0° 36′ 06″ E / 41.102194952982°N,0.601544382416764°E  |           |                     | Modifica les dades a Wikidata |
|        | Mas Gran del Coix            | Móra d'Ebre | masia        |         | 41° 05′ 39″ N, 0° 36′ 57″ E / 41.0941877923894°N,0.615860989580153°E |           |                     | Modifica les dades a Wikidata |
|        | Mas d'Agustinet              | Móra d'Ebre | masia        |         | 41° 04′ 36″ N, 0° 36′ 48″ E / 41.076549839997°N,0.61341228321371°E   |           |                     | Modifica les dades a Wikidata |
|        | Mas d'Agustí Cascarós        | Móra d'Ebre | masia        |         | 41° 06′ 17″ N, 0° 36′ 01″ E / 41.1048359473554°N,0.600340807128258°E |           |                     | Modifica les dades a Wikidata |
|        | Mas d'Anselm                 | Móra d'Ebre | masia        |         | 41° 05′ 26″ N, 0° 36′ 53″ E / 41.0905180450184°N,0.61480320253718°E  |           |                     | Modifica les dades a Wikidata |
|        | Mas d'Anton Salpó            | Móra d'Ebre | masia        |         | 41° 06′ 12″ N, 0° 37′ 59″ E / 41.1032176211291°N,0.633121759841176°E |           |                     | Modifica les dades a Wikidata |
|        | Mas d'Anton el Càndio        | Móra d'Ebre | masia        |         | 41° 06′ 13″ N, 0° 38′ 03″ E / 41.1034896824633°N,0.634088412808758°E |           |                     | Modifica les dades a Wikidata |
|        | Mas d'Antònio Galió          | Móra d'Ebre | masia        |         | 41° 05′ 30″ N, 0° 37′ 17″ E / 41.091636134225°N,0.621394093443645°E  |           |                     | Modifica les dades a Wikidata |
|        | Mas d'Antònio Garranxa       | Móra d'Ebre | masia        |         | 41° 06′ 20″ N, 0° 37′ 30″ E / 41.1055458362192°N,0.625024026329682°E |           |                     | Modifica les dades a Wikidata |
|        | Mas d'Antònio Llaunes        | Móra d'Ebre | masia        |         | 41° 06′ 07″ N, 0° 38′ 01″ E / 41.1019315927878°N,0.633656159498964°E |           |                     | Modifica les dades a Wikidata |
|        | Mas d'Antònio Roc            | Móra d'Ebre | masia        |         | 41° 06′ 07″ N, 0° 37′ 29″ E / 41.1018493235688°N,0.624847682947408°E |           |                     | Modifica les dades a Wikidata |
|        | Mas d'Antònio Vaquer         | Móra d'Ebre | masia        |         | 41° 06′ 19″ N, 0° 36′ 46″ E / 41.1052266891578°N,0.612639367647707°E |           |                     | Modifica les dades a Wikidata |
|        | Mas d'Assens                 | Móra d'Ebre | masia        |         | 41° 05′ 32″ N, 0° 32′ 34″ E / 41.09226111°N,0.54284167°E             |           |                     | Modifica les dades a Wikidata |
|        | Mas d'Hernández              | Móra d'Ebre | masia        |         | 41° 05′ 17″ N, 0° 37′ 51″ E / 41.0881720482688°N,0.630745360473868°E |           |                     | Modifica les dades a Wikidata |
|        | Mas d'Isidre Passanau        | Móra d'Ebre | masia        |         | 41° 06′ 17″ N, 0° 37′ 41″ E / 41.1047443453049°N,0.628089423956801°E |           |                     | Modifica les dades a Wikidata |
|        | Mas d'Ullats                 | Móra d'Ebre | masia        |         | 41° 06′ 18″ N, 0° 37′ 00″ E / 41.1051299968164°N,0.616667747163149°E |           |                     | Modifica les dades a Wikidata |
|        | Mas d'Ullots                 | Móra d'Ebre | masia        |         | 41° 06′ 12″ N, 0° 38′ 09″ E / 41.10346989415°N,0.63575619291919°E    |           |                     | Modifica les dades a Wikidata |
|        | Mas d'en Roc                 | Móra d'Ebre | masia        |         | 41° 04′ 36″ N, 0° 37′ 23″ E / 41.076746630239°N,0.62292729712593°E   |           |                     | Modifica les dades a Wikidata |
|        | Mas de Barravés              | Móra d'Ebre | masia        |         | 41° 05′ 02″ N, 0° 38′ 39″ E / 41.0840093737406°N,0.644287093406541°E |           |                     | Modifica les dades a Wikidata |
|        | Mas de Beni                  | Móra d'Ebre | masia        |         | 41° 04′ 24″ N, 0° 37′ 50″ E / 41.0733327365534°N,0.630516761999364°E |           |                     | Modifica les dades a Wikidata |
|        | Mas de Bienvenido            | Móra d'Ebre | masia        |         | 41° 04′ 35″ N, 0° 37′ 26″ E / 41.0763483406082°N,0.623873819949485°E |           |                     | Modifica les dades a Wikidata |
|        | Mas de Blai                  | Móra d'Ebre | masia        |         | 41° 05′ 21″ N, 0° 36′ 57″ E / 41.0892356674496°N,0.615944869215536°E |           |                     | Modifica les dades a Wikidata |
|        | Mas de Blandi                | Móra d'Ebre | masia        |         | 41° 06′ 14″ N, 0° 37′ 52″ E / 41.1037642320277°N,0.631232615815214°E |           |                     | Modifica les dades a Wikidata |
|        | Mas de Bolillo               | Móra d'Ebre | masia        |         | 41° 05′ 33″ N, 0° 37′ 43″ E / 41.092485131732°N,0.628494932973076°E  |           |                     | Modifica les dades a Wikidata |
|        | Mas de Cabero                | Móra d'Ebre | masia        |         | 41° 05′ 40″ N, 0° 37′ 34″ E / 41.0943196326°N,0.626166787958814°E    |           |                     | Modifica les dades a Wikidata |
|        | Mas de Cacafonts             | Móra d'Ebre | masia        |         | 41° 06′ 12″ N, 0° 32′ 34″ E / 41.1033339400894°N,0.542786839446982°E |           |                     | Modifica les dades a Wikidata |
|        | Mas de Caigut                | Móra d'Ebre | masia        |         | 41° 05′ 57″ N, 0° 33′ 27″ E / 41.0990546132475°N,0.557555997111196°E |           |                     | Modifica les dades a Wikidata |
|        | Mas de Camba                 | Móra d'Ebre | masia        |         | 41° 06′ 35″ N, 0° 36′ 06″ E / 41.1096377635162°N,0.60169019859431°E  |           |                     | Modifica les dades a Wikidata |
|        | Mas de Cardona               | Móra d'Ebre | masia        |         | 41° 05′ 51″ N, 0° 36′ 57″ E / 41.0974013828928°N,0.615768542016386°E |           |                     | Modifica les dades a Wikidata |
|        | Mas de Carme                 | Móra d'Ebre | masia        |         | 41° 06′ 25″ N, 0° 37′ 48″ E / 41.1068375845048°N,0.630014642727943°E |           |                     | Modifica les dades a Wikidata |
|        | Mas de Cases                 | Móra d'Ebre | masia        |         | 41° 04′ 47″ N, 0° 37′ 37″ E / 41.0796631977354°N,0.626944464621596°E |           |                     | Modifica les dades a Wikidata |
|        | Mas de Cavallo               | Móra d'Ebre | masia        |         | 41° 05′ 55″ N, 0° 36′ 39″ E / 41.0985068083819°N,0.610870606183507°E |           |                     | Modifica les dades a Wikidata |
|        | Mas de Cintona               | Móra d'Ebre | masia        |         | 41° 05′ 31″ N, 0° 37′ 41″ E / 41.0918565113982°N,0.62814847941331°E  |           |                     | Modifica les dades a Wikidata |
|        | Mas de Cisco de Ginestar     | Móra d'Ebre | masia        |         | 41° 05′ 49″ N, 0° 37′ 44″ E / 41.0969635193169°N,0.629024353282151°E |           |                     | Modifica les dades a Wikidata |
|        | Mas de Colando               | Móra d'Ebre | masia        |         | 41° 05′ 34″ N, 0° 33′ 02″ E / 41.0926655849532°N,0.550625616882705°E |           |                     | Modifica les dades a Wikidata |
|        | Mas de Cot                   | Móra d'Ebre | masia        |         | 41° 05′ 03″ N, 0° 35′ 47″ E / 41.084303643399°N,0.59646598795916°E   |           |                     | Modifica les dades a Wikidata |
|        | Mas de Courer                | Móra d'Ebre | masia        |         | 41° 06′ 24″ N, 0° 34′ 03″ E / 41.1065993998629°N,0.567624437236381°E |           |                     | Modifica les dades a Wikidata |
|        | Mas de Dani                  | Móra d'Ebre | masia        |         | 41° 05′ 25″ N, 0° 32′ 55″ E / 41.0903635925419°N,0.548687284659907°E |           |                     | Modifica les dades a Wikidata |
|        | Mas de Dominguet             | Móra d'Ebre | masia        |         | 41° 05′ 49″ N, 0° 38′ 22″ E / 41.0968288144468°N,0.639566396434562°E |           |                     | Modifica les dades a Wikidata |
|        | Mas de Don Pere Pau          | Móra d'Ebre | masia        |         | 41° 05′ 44″ N, 0° 34′ 07″ E / 41.095429237598°N,0.5686764496413°E    |           |                     | Modifica les dades a Wikidata |
|        | Mas de Ferra                 | Móra d'Ebre | masia        |         | 41° 06′ 01″ N, 0° 38′ 10″ E / 41.1003586886465°N,0.636010712829846°E |           |                     | Modifica les dades a Wikidata |
|        | Mas de Formiguilla           | Móra d'Ebre | masia        |         | 41° 05′ 25″ N, 0° 35′ 13″ E / 41.0902086107272°N,0.586980042740743°E |           |                     | Modifica les dades a Wikidata |
|        | Mas de Francisco Escrivà     | Móra d'Ebre | masia        |         | 41° 05′ 54″ N, 0° 36′ 27″ E / 41.0983391355907°N,0.607566628144135°E |           |                     | Modifica les dades a Wikidata |
|        | Mas de Francisco del Peixer  | Móra d'Ebre | masia        |         | 41° 06′ 00″ N, 0° 38′ 17″ E / 41.100122402256°N,0.638102921252917°E  |           |                     | Modifica les dades a Wikidata |
|        | Mas de Frederic              | Móra d'Ebre | masia        |         | 41° 06′ 12″ N, 0° 37′ 39″ E / 41.1033423595369°N,0.627365902685142°E |           |                     | Modifica les dades a Wikidata |
|        | Mas de Futxo                 | Móra d'Ebre | masia        |         | 41° 05′ 36″ N, 0° 37′ 37″ E / 41.0932555289438°N,0.626978990104197°E |           |                     | Modifica les dades a Wikidata |
|        | Mas de Gabriel Sedó          | Móra d'Ebre | masia        |         | 41° 05′ 49″ N, 0° 36′ 37″ E / 41.0968579031428°N,0.610406504494628°E |           |                     | Modifica les dades a Wikidata |
|        | Mas de Galió                 | Móra d'Ebre | masia        |         | 41° 05′ 31″ N, 0° 37′ 10″ E / 41.0918283511206°N,0.619363219069387°E |           |                     | Modifica les dades a Wikidata |
|        | Mas de Ganyós                | Móra d'Ebre | masia        |         | 41° 05′ 06″ N, 0° 38′ 18″ E / 41.0850875436973°N,0.638439260186475°E |           |                     | Modifica les dades a Wikidata |
|        | Mas de Garranxa              | Móra d'Ebre | masia        |         | 41° 06′ 43″ N, 0° 33′ 35″ E / 41.1120504273185°N,0.55962267119515°E  |           |                     | Modifica les dades a Wikidata |
|        | Mas de Garí                  | Móra d'Ebre | masia        |         | 41° 05′ 39″ N, 0° 37′ 49″ E / 41.0943049203301°N,0.630262972644724°E |           |                     | Modifica les dades a Wikidata |
|        | Mas de Gaspar                | Móra d'Ebre | masia        |         | 41° 05′ 16″ N, 0° 36′ 06″ E / 41.087697473927°N,0.601726697919044°E  |           |                     | Modifica les dades a Wikidata |
|        | Mas de González              | Móra d'Ebre | masia        |         | 41° 04′ 51″ N, 0° 37′ 25″ E / 41.0808650453119°N,0.623639641465882°E |           |                     | Modifica les dades a Wikidata |
|        | Mas de Joan                  | Móra d'Ebre | masia        |         | 41° 05′ 21″ N, 0° 36′ 21″ E / 41.0892506477495°N,0.605813139746482°E |           |                     | Modifica les dades a Wikidata |
|        | Mas de Jordi                 | Móra d'Ebre | masia        |         | 41° 05′ 06″ N, 0° 38′ 29″ E / 41.0850733178384°N,0.641261092961597°E |           |                     | Modifica les dades a Wikidata |
|        | Mas de Josep Mataranyes      | Móra d'Ebre | masia        |         | 41° 06′ 49″ N, 0° 33′ 20″ E / 41.113695356359°N,0.555643527724245°E  |           |                     | Modifica les dades a Wikidata |
|        | Mas de Josep de Carnera      | Móra d'Ebre | masia        |         | 41° 06′ 50″ N, 0° 36′ 36″ E / 41.1138257912216°N,0.609910060596511°E |           |                     | Modifica les dades a Wikidata |
|        | Mas de Josep de Corberà      | Móra d'Ebre | masia        |         | 41° 06′ 18″ N, 0° 34′ 56″ E / 41.1048686280952°N,0.582096804740323°E |           |                     | Modifica les dades a Wikidata |
|        | Mas de Josepa Montagut       | Móra d'Ebre | masia        |         | 41° 05′ 42″ N, 0° 37′ 18″ E / 41.0950356418386°N,0.621580961552154°E |           |                     | Modifica les dades a Wikidata |
|        | Mas de José Mainer           | Móra d'Ebre | masia        |         | 41° 05′ 57″ N, 0° 38′ 11″ E / 41.0991159367662°N,0.636460130135522°E |           |                     | Modifica les dades a Wikidata |
|        | Mas de Juanito de Codonyera  | Móra d'Ebre | masia        |         | 41° 05′ 44″ N, 0° 37′ 32″ E / 41.0955034326301°N,0.625481213914262°E |           |                     | Modifica les dades a Wikidata |
|        | Mas de Llorencet             | Móra d'Ebre | masia        |         | 41° 04′ 50″ N, 0° 33′ 56″ E / 41.0805776741124°N,0.565465931963567°E |           |                     | Modifica les dades a Wikidata |
|        | Mas de Macareno              | Móra d'Ebre | masia        |         | 41° 03′ 56″ N, 0° 39′ 08″ E / 41.0654430233328°N,0.652090629418511°E |           |                     | Modifica les dades a Wikidata |
|        | Mas de Manet                 | Móra d'Ebre | masia        |         | 41° 05′ 49″ N, 0° 37′ 09″ E / 41.0970237373553°N,0.619282702247994°E |           |                     | Modifica les dades a Wikidata |
|        | Mas de Mangenot              | Móra d'Ebre | masia        |         | 41° 05′ 41″ N, 0° 37′ 18″ E / 41.0947055787905°N,0.621735745567219°E |           |                     | Modifica les dades a Wikidata |
|        | Mas de Manuel de Tarumba     | Móra d'Ebre | masia        |         | 41° 07′ 02″ N, 0° 35′ 10″ E / 41.1171403082462°N,0.586160184904234°E |           |                     | Modifica les dades a Wikidata |
|        | Mas de Mariano de Teòfilo    | Móra d'Ebre | masia        |         | 41° 07′ 14″ N, 0° 35′ 33″ E / 41.1205688841954°N,0.592466264885787°E |           |                     | Modifica les dades a Wikidata |
|        | Mas de Martínez              | Móra d'Ebre | masia        |         | 41° 04′ 45″ N, 0° 36′ 32″ E / 41.0792557066794°N,0.60898523743471°E  |           |                     | Modifica les dades a Wikidata |
|        | Mas de Mata-raboses          | Móra d'Ebre | masia        |         | 41° 05′ 17″ N, 0° 33′ 43″ E / 41.0880796931476°N,0.562022216261556°E |           |                     | Modifica les dades a Wikidata |
|        | Mas de Matilde Coix          | Móra d'Ebre | masia        |         | 41° 05′ 42″ N, 0° 36′ 52″ E / 41.0949077132106°N,0.614525278730679°E |           |                     | Modifica les dades a Wikidata |
|        | Mas de Matxo                 | Móra d'Ebre | masia        |         | 41° 04′ 37″ N, 0° 37′ 13″ E / 41.076928987847°N,0.620151120470639°E  |           |                     | Modifica les dades a Wikidata |
|        | Mas de Menqueries            | Móra d'Ebre | masia        |         | 41° 06′ 51″ N, 0° 33′ 20″ E / 41.1140916022254°N,0.555640730289809°E |           |                     | Modifica les dades a Wikidata |
|        | Mas de Mingo                 | Móra d'Ebre | masia        |         | 41° 04′ 53″ N, 0° 36′ 46″ E / 41.0814791983331°N,0.612832807681623°E |           |                     | Modifica les dades a Wikidata |
|        | Mas de Miquelet              | Móra d'Ebre | masia        |         | 41° 06′ 10″ N, 0° 33′ 10″ E / 41.1026650510227°N,0.55282590115754°E  |           |                     | Modifica les dades a Wikidata |
|        | Mas de Montagut              | Móra d'Ebre | masia        |         | 41° 04′ 18″ N, 0° 38′ 02″ E / 41.071566879391°N,0.63382555370917°E   |           |                     | Modifica les dades a Wikidata |
|        | Mas de Montlleó              | Móra d'Ebre | masia        |         | 41° 04′ 53″ N, 0° 37′ 10″ E / 41.0814151380933°N,0.619310700442004°E |           |                     | Modifica les dades a Wikidata |
|        | Mas de Moura                 | Móra d'Ebre | masia        |         | 41° 05′ 36″ N, 0° 38′ 09″ E / 41.0932670663558°N,0.635860293456106°E |           |                     | Modifica les dades a Wikidata |
|        | Mas de Muntanyès             | Móra d'Ebre | masia        |         | 41° 05′ 55″ N, 0° 37′ 11″ E / 41.0987064006094°N,0.619638647506668°E |           |                     | Modifica les dades a Wikidata |
|        | Mas de Palerno               | Móra d'Ebre | masia        |         | 41° 06′ 04″ N, 0° 32′ 34″ E / 41.1012284997427°N,0.542889176168183°E |           |                     | Modifica les dades a Wikidata |
|        | Mas de Pantoniet             | Móra d'Ebre | masia        |         | 41° 06′ 31″ N, 0° 33′ 01″ E / 41.108550686194°N,0.55032965680704°E   |           |                     | Modifica les dades a Wikidata |
|        | Mas de Pataques              | Móra d'Ebre | masia        |         | 41° 06′ 23″ N, 0° 35′ 34″ E / 41.1064235173646°N,0.592685592662127°E |           |                     | Modifica les dades a Wikidata |
|        | Mas de Pepe de Gaixos        | Móra d'Ebre | masia        |         | 41° 07′ 23″ N, 0° 34′ 51″ E / 41.1231814187304°N,0.58088838291401°E  |           |                     | Modifica les dades a Wikidata |
|        | Mas de Pere Pau              | Móra d'Ebre | masia        |         | 41° 06′ 26″ N, 0° 37′ 39″ E / 41.1073555991904°N,0.627614339316996°E |           |                     | Modifica les dades a Wikidata |
|        | Mas de Pere el Ginester      | Móra d'Ebre | masia        |         | 41° 06′ 23″ N, 0° 37′ 34″ E / 41.1065239158272°N,0.626155767316088°E |           |                     | Modifica les dades a Wikidata |
|        | Mas de Perenne               | Móra d'Ebre | masia        |         | 41° 05′ 48″ N, 0° 36′ 45″ E / 41.0965520527628°N,0.612596458754511°E |           |                     | Modifica les dades a Wikidata |
|        | Mas de Perepau               | Móra d'Ebre | masia        |         | 41° 06′ 02″ N, 0° 35′ 58″ E / 41.100578220693°N,0.59944449949918°E   |           |                     | Modifica les dades a Wikidata |
|        | Mas de Peret de la Guixera   | Móra d'Ebre | masia        |         | 41° 06′ 09″ N, 0° 32′ 49″ E / 41.1024597506866°N,0.546987015460134°E |           |                     | Modifica les dades a Wikidata |
|        | Mas de Pinyol                | Móra d'Ebre | masia        |         | 41° 06′ 46″ N, 0° 37′ 33″ E / 41.1128868961514°N,0.625914536348447°E |           |                     | Modifica les dades a Wikidata |
|        | Mas de Pinyolet              | Móra d'Ebre | masia        |         | 41° 05′ 34″ N, 0° 37′ 41″ E / 41.0926942799961°N,0.628154048523529°E |           |                     | Modifica les dades a Wikidata |
|        | Mas de Poldet                | Móra d'Ebre | masia        |         | 41° 04′ 47″ N, 0° 38′ 33″ E / 41.0797752333164°N,0.642486212204319°E |           |                     | Modifica les dades a Wikidata |
|        | Mas de Poll                  | Móra d'Ebre | masia        |         | 41° 05′ 00″ N, 0° 38′ 20″ E / 41.0832152319361°N,0.638934867158509°E |           |                     | Modifica les dades a Wikidata |
|        | Mas de Ramon de Sabagues     | Móra d'Ebre | masia        |         | 41° 06′ 11″ N, 0° 37′ 41″ E / 41.1031381178637°N,0.627944821143383°E |           |                     | Modifica les dades a Wikidata |
|        | Mas de Ramon dels Corders    | Móra d'Ebre | masia        |         | 41° 06′ 28″ N, 0° 36′ 02″ E / 41.1076799231668°N,0.60066591076614°E  |           |                     | Modifica les dades a Wikidata |
|        | Mas de Ramoneda              | Móra d'Ebre | masia        |         | 41° 04′ 43″ N, 0° 36′ 25″ E / 41.0786641991083°N,0.606959348495256°E |           |                     | Modifica les dades a Wikidata |
|        | Mas de Riba                  | Móra d'Ebre | masia        |         | 41° 06′ 34″ N, 0° 35′ 35″ E / 41.109442238178°N,0.593182614206401°E  |           |                     | Modifica les dades a Wikidata |
|        | Mas de Ricord                | Móra d'Ebre | masia        |         | 41° 05′ 49″ N, 0° 38′ 14″ E / 41.0969096825386°N,0.637360805438335°E |           |                     | Modifica les dades a Wikidata |
|        | Mas de Rius                  | Móra d'Ebre | masia        |         | 41° 04′ 41″ N, 0° 34′ 28″ E / 41.0780841550627°N,0.574497124114369°E |           |                     | Modifica les dades a Wikidata |
|        | Mas de Rossendo del Ferrer   | Móra d'Ebre | masia        |         | 41° 05′ 48″ N, 0° 37′ 24″ E / 41.096800302875°N,0.623291330029731°E  |           |                     | Modifica les dades a Wikidata |
|        | Mas de Saba                  | Móra d'Ebre | masia        |         | 41° 05′ 40″ N, 0° 36′ 15″ E / 41.0943938502594°N,0.604090439407714°E |           |                     | Modifica les dades a Wikidata |
|        | Mas de Sabata                | Móra d'Ebre | masia        |         | 41° 04′ 56″ N, 0° 35′ 08″ E / 41.0821691303029°N,0.585441121573888°E |           |                     | Modifica les dades a Wikidata |
|        | Mas de Sabater               | Móra d'Ebre | masia        |         | 41° 04′ 45″ N, 0° 37′ 44″ E / 41.079096922263°N,0.628750326853875°E  |           |                     | Modifica les dades a Wikidata |
|        | Mas de Sabogues              | Móra d'Ebre | masia        |         | 41° 06′ 11″ N, 0° 35′ 54″ E / 41.1030129875414°N,0.598442464228187°E |           |                     | Modifica les dades a Wikidata |
|        | Mas de Saloni                | Móra d'Ebre | masia        |         | 41° 05′ 34″ N, 0° 34′ 12″ E / 41.092754385155°N,0.56996567975447°E   |           |                     | Modifica les dades a Wikidata |
|        | Mas de Saltamàrgens          | Móra d'Ebre | masia        |         | 41° 04′ 28″ N, 0° 37′ 57″ E / 41.0743101158078°N,0.63249314721815°E  |           |                     | Modifica les dades a Wikidata |
|        | Mas de Salvador              | Móra d'Ebre | masia        |         | 41° 05′ 05″ N, 0° 35′ 33″ E / 41.0847830899494°N,0.592416485643138°E |           |                     | Modifica les dades a Wikidata |
|        | Mas de Salvador del Tortet   | Móra d'Ebre | masia        |         | 41° 04′ 56″ N, 0° 35′ 07″ E / 41.0822908918021°N,0.585234298746393°E |           |                     | Modifica les dades a Wikidata |
|        | Mas de Santiago Montagut     | Móra d'Ebre | masia        |         | 41° 05′ 08″ N, 0° 34′ 24″ E / 41.0855328707896°N,0.573211224511724°E |           |                     | Modifica les dades a Wikidata |
|        | Mas de Santiago de Rípodes   | Móra d'Ebre | masia        |         | 41° 04′ 54″ N, 0° 36′ 36″ E / 41.0816459826266°N,0.610017504612755°E |           |                     | Modifica les dades a Wikidata |
|        | Mas de Segura                | Móra d'Ebre | masia        |         | 41° 06′ 00″ N, 0° 32′ 51″ E / 41.1000936845728°N,0.547539473674504°E |           |                     | Modifica les dades a Wikidata |
|        | Mas de Severino              | Móra d'Ebre | masia        |         | 41° 05′ 57″ N, 0° 36′ 37″ E / 41.0991144930013°N,0.610205605104024°E |           |                     | Modifica les dades a Wikidata |
|        | Mas de Tomàs de les Carreres | Móra d'Ebre | masia        |         | 41° 06′ 21″ N, 0° 36′ 46″ E / 41.1058966538268°N,0.612805617943756°E |           |                     | Modifica les dades a Wikidata |
|        | Mas de Toni de Llombau       | Móra d'Ebre | masia        |         | 41° 06′ 09″ N, 0° 36′ 00″ E / 41.1024534580877°N,0.600117989692597°E |           |                     | Modifica les dades a Wikidata |
|        | Mas de Torrons               | Móra d'Ebre | masia        |         | 41° 06′ 10″ N, 0° 37′ 43″ E / 41.1027660520456°N,0.628684574143382°E |           |                     | Modifica les dades a Wikidata |
|        | Mas de Turró                 | Móra d'Ebre | masia        |         | 41° 04′ 39″ N, 0° 38′ 18″ E / 41.0774570937968°N,0.638367347659643°E |           |                     | Modifica les dades a Wikidata |
|        | Mas de Turú                  | Móra d'Ebre | masia        |         | 41° 05′ 24″ N, 0° 36′ 47″ E / 41.0900607710729°N,0.613164928145698°E |           |                     | Modifica les dades a Wikidata |
|        | Mas de Vetera                | Móra d'Ebre | masia        |         | 41° 06′ 22″ N, 0° 37′ 10″ E / 41.1059961419046°N,0.619351453789672°E |           |                     | Modifica les dades a Wikidata |
|        | Mas de Vidiella              | Móra d'Ebre | masia        |         | 41° 05′ 15″ N, 0° 34′ 21″ E / 41.087404624833°N,0.57254381221241°E   |           |                     | Modifica les dades a Wikidata |
|        | Mas de Vilàs                 | Móra d'Ebre | masia        |         | 41° 06′ 24″ N, 0° 34′ 32″ E / 41.1066410286823°N,0.57557753633953°E  |           |                     | Modifica les dades a Wikidata |
|        | Mas de Víctor                | Móra d'Ebre | masia        |         | 41° 05′ 43″ N, 0° 35′ 47″ E / 41.0953777049874°N,0.596410933504028°E |           |                     | Modifica les dades a Wikidata |
|        | Mas de Xaran                 | Móra d'Ebre | masia        |         | 41° 06′ 20″ N, 0° 34′ 03″ E / 41.1056216252436°N,0.56738665670545°E  |           |                     | Modifica les dades a Wikidata |
|        | Mas de Xies                  | Móra d'Ebre | masia        |         | 41° 04′ 49″ N, 0° 35′ 56″ E / 41.0803493950318°N,0.598780057930581°E |           |                     | Modifica les dades a Wikidata |
|        | Mas de l'Aulives             | Móra d'Ebre | masia        |         | 41° 06′ 06″ N, 0° 36′ 33″ E / 41.1015992681943°N,0.60928197493726°E  |           |                     | Modifica les dades a Wikidata |
|        | Mas de la Catatxora          | Móra d'Ebre | masia        |         | 41° 04′ 46″ N, 0° 37′ 21″ E / 41.0793077357698°N,0.62237450293281°E  |           |                     | Modifica les dades a Wikidata |
|        | Mas de la Climenta           | Móra d'Ebre | masia        |         | 41° 06′ 44″ N, 0° 37′ 38″ E / 41.1123018565907°N,0.627245639467774°E |           |                     | Modifica les dades a Wikidata |
|        | Mas de la Codonyera          | Móra d'Ebre | masia        |         | 41° 06′ 45″ N, 0° 35′ 13″ E / 41.1126019962059°N,0.58707680296465°E  |           |                     | Modifica les dades a Wikidata |
|        | Mas de la Coma               | Móra d'Ebre | masia        |         | 41° 05′ 42″ N, 0° 35′ 52″ E / 41.0950075170958°N,0.597662665391253°E |           |                     | Modifica les dades a Wikidata |
|        | Mas de la Demètria de Vetera | Móra d'Ebre | masia        |         | 41° 05′ 58″ N, 0° 37′ 40″ E / 41.099453300427°N,0.627898868525602°E  |           |                     | Modifica les dades a Wikidata |
|        | Mas de la Gent               | Móra d'Ebre | masia        |         | 41° 05′ 37″ N, 0° 36′ 46″ E / 41.0937077257424°N,0.612687588273952°E |           |                     | Modifica les dades a Wikidata |
|        | Mas de la Jòrdia             | Móra d'Ebre | masia        |         | 41° 06′ 17″ N, 0° 38′ 01″ E / 41.1047961584041°N,0.633672351782243°E |           |                     | Modifica les dades a Wikidata |
|        | Mas de la Manola             | Móra d'Ebre | masia        |         | 41° 05′ 51″ N, 0° 36′ 59″ E / 41.0973716518684°N,0.616507821544623°E |           |                     | Modifica les dades a Wikidata |
|        | Mas de la Picona             | Móra d'Ebre | masia        |         | 41° 05′ 27″ N, 0° 33′ 38″ E / 41.0907882108298°N,0.560624362561883°E |           |                     | Modifica les dades a Wikidata |
|        | Mas de la Pujola             | Móra d'Ebre | masia        |         | 41° 05′ 16″ N, 0° 36′ 59″ E / 41.0878232255318°N,0.616460238203862°E |           |                     | Modifica les dades a Wikidata |
|        | Mas de la Roseta de Nolla    | Móra d'Ebre | masia        |         | 41° 05′ 29″ N, 0° 34′ 05″ E / 41.0914947172177°N,0.56805098772009°E  |           |                     | Modifica les dades a Wikidata |
|        | Mas de la Victòria           | Móra d'Ebre | masia        |         | 41° 05′ 57″ N, 0° 36′ 30″ E / 41.0990932181345°N,0.608313192771929°E |           |                     | Modifica les dades a Wikidata |
|        | Mas del Barrera              | Móra d'Ebre | masia        |         | 41° 05′ 08″ N, 0° 36′ 43″ E / 41.085525369898°N,0.61189695767175°E   |           |                     | Modifica les dades a Wikidata |
|        | Mas del Benissanetenc        | Móra d'Ebre | masia        |         | 41° 05′ 46″ N, 0° 36′ 20″ E / 41.096183037701°N,0.605668459847137°E  |           |                     | Modifica les dades a Wikidata |
|        | Mas del Capó                 | Móra d'Ebre | masia        |         | 41° 05′ 06″ N, 0° 32′ 47″ E / 41.08505005682°N,0.54644149285308°E    |           |                     | Modifica les dades a Wikidata |
|        | Mas del Carnisser            | Móra d'Ebre | masia        |         | 41° 04′ 52″ N, 0° 34′ 59″ E / 41.0810409654256°N,0.583185055618976°E |           |                     | Modifica les dades a Wikidata |
|        | Mas del Cerer                | Móra d'Ebre | masia        |         | 41° 05′ 53″ N, 0° 37′ 29″ E / 41.0980618240458°N,0.624627002573461°E |           |                     | Modifica les dades a Wikidata |
|        | Mas del Coix                 | Móra d'Ebre | masia        |         | 41° 05′ 43″ N, 0° 36′ 55″ E / 41.0952362756075°N,0.615168222887046°E |           |                     | Modifica les dades a Wikidata |
|        | Mas del Fatarellut           | Móra d'Ebre | masia        |         | 41° 07′ 55″ N, 0° 36′ 33″ E / 41.1318772078346°N,0.609111714829244°E |           |                     | Modifica les dades a Wikidata |
|        | Mas del Fideuer              | Móra d'Ebre | masia        |         | 41° 05′ 00″ N, 0° 37′ 24″ E / 41.0832989842481°N,0.62330193409624°E  |           |                     | Modifica les dades a Wikidata |
|        | Mas del Ginesterol           | Móra d'Ebre | masia        |         | 41° 06′ 18″ N, 0° 37′ 59″ E / 41.1051264341302°N,0.633088907925758°E |           |                     | Modifica les dades a Wikidata |
|        | Mas del Guiner de Batea      | Móra d'Ebre | masia        |         | 41° 06′ 00″ N, 0° 33′ 02″ E / 41.0999517697877°N,0.550604829087189°E |           |                     | Modifica les dades a Wikidata |
|        | Mas del Iaio                 | Móra d'Ebre | masia        |         | 41° 06′ 54″ N, 0° 36′ 50″ E / 41.1149007188943°N,0.613967980448218°E |           |                     | Modifica les dades a Wikidata |
|        | Mas del Lluís                | Móra d'Ebre | masia        |         | 41° 05′ 48″ N, 0° 37′ 27″ E / 41.0966216906315°N,0.624238376283778°E |           |                     | Modifica les dades a Wikidata |
|        | Mas del Manuel de la Treseta | Móra d'Ebre | masia        |         | 41° 05′ 54″ N, 0° 37′ 57″ E / 41.0982619832297°N,0.632597269470552°E |           |                     | Modifica les dades a Wikidata |
|        | Mas del Morato               | Móra d'Ebre | masia        |         | 41° 05′ 18″ N, 0° 36′ 40″ E / 41.0882963336461°N,0.611038320918183°E |           |                     | Modifica les dades a Wikidata |
|        | Mas del Negre                | Móra d'Ebre | masia        |         | 41° 05′ 27″ N, 0° 37′ 59″ E / 41.090798264399°N,0.633186803211962°E  |           |                     | Modifica les dades a Wikidata |
|        | Mas del Pataquer             | Móra d'Ebre | masia        |         | 41° 06′ 36″ N, 0° 37′ 24″ E / 41.1099432996469°N,0.623376879773996°E |           |                     | Modifica les dades a Wikidata |
|        | Mas del Pauito               | Móra d'Ebre | masia        |         | 41° 06′ 48″ N, 0° 36′ 18″ E / 41.1133571354275°N,0.605127581138797°E |           |                     | Modifica les dades a Wikidata |
|        | Mas del Peixer               | Móra d'Ebre | masia        |         | 41° 06′ 21″ N, 0° 34′ 09″ E / 41.1058498231163°N,0.569235876753658°E |           |                     | Modifica les dades a Wikidata |
|        | Mas del Ribó                 | Móra d'Ebre | masia        |         | 41° 05′ 54″ N, 0° 38′ 10″ E / 41.0981976155026°N,0.636040613787229°E |           |                     | Modifica les dades a Wikidata |
|        | Mas del Sastriller           | Móra d'Ebre | masia        |         | 41° 04′ 58″ N, 0° 34′ 46″ E / 41.0829142869526°N,0.579319056892656°E |           |                     | Modifica les dades a Wikidata |
|        | Mas del Serenero             | Móra d'Ebre | masia        |         | 41° 05′ 49″ N, 0° 37′ 22″ E / 41.0970247335947°N,0.622818883914422°E |           |                     | Modifica les dades a Wikidata |
|        | Mas del Tortet               | Móra d'Ebre | masia        |         | 41° 05′ 12″ N, 0° 33′ 14″ E / 41.0865401789331°N,0.553984103109333°E |           |                     | Modifica les dades a Wikidata |
|        | Mas del Trempat              | Móra d'Ebre | masia        |         | 41° 07′ 24″ N, 0° 36′ 48″ E / 41.1233423082643°N,0.613197538065059°E |           |                     | Modifica les dades a Wikidata |
|        | Mas del Tromper              | Móra d'Ebre | masia        |         | 41° 05′ 48″ N, 0° 37′ 53″ E / 41.0966490463102°N,0.631250257747578°E |           |                     | Modifica les dades a Wikidata |
|        | Mas del Turó                 | Móra d'Ebre | masia        |         | 41° 05′ 41″ N, 0° 37′ 57″ E / 41.0948218803291°N,0.63262559857083°E  |           |                     | Modifica les dades a Wikidata |
|        | Mas dels Albars              | Móra d'Ebre | masia        |         | 41° 05′ 30″ N, 0° 37′ 50″ E / 41.0916060323217°N,0.630419535290657°E |           |                     | Modifica les dades a Wikidata |
|        | Mas dels Miners del Coure    | Móra d'Ebre | masia        |         | 41° 06′ 13″ N, 0° 37′ 32″ E / 41.103565844299°N,0.625535984605971°E  |           |                     | Modifica les dades a Wikidata |
|        | Mas dels Ruixols             | Móra d'Ebre | masia        |         | 41° 06′ 27″ N, 0° 36′ 30″ E / 41.1076230924846°N,0.608325053097744°E |           |                     | Modifica les dades a Wikidata |
|        | Maset de Cirers              | Móra d'Ebre | masia        |         | 41° 06′ 07″ N, 0° 36′ 22″ E / 41.1018502547438°N,0.606188873646605°E |           |                     | Modifica les dades a Wikidata |
|        | Maset de Pasquales           | Móra d'Ebre | masia        |         | 41° 04′ 36″ N, 0° 34′ 04″ E / 41.0767096802249°N,0.567834542810308°E |           |                     | Modifica les dades a Wikidata |
|        | Sènia del Peretó             | Móra d'Ebre | masia        |         | 41° 04′ 19″ N, 0° 39′ 22″ E / 41.0720291208817°N,0.656164717598494°E |           |                     | Modifica les dades a Wikidata |
|        | Sénia Xiprer                 | Móra d'Ebre | masia        |         | 41° 04′ 09″ N, 0° 39′ 01″ E / 41.0691187508966°N,0.650365010374789°E |           |                     | Modifica les dades a Wikidata |
|        | Sénia d'Agustinet            | Móra d'Ebre | masia        |         | 41° 04′ 13″ N, 0° 39′ 03″ E / 41.0703157988073°N,0.650762732780687°E |           |                     | Modifica les dades a Wikidata |
|        | Sénia d'Escoda               | Móra d'Ebre | masia        |         | 41° 04′ 20″ N, 0° 38′ 56″ E / 41.0723130302532°N,0.648882491142891°E |           |                     | Modifica les dades a Wikidata |
|        | Sénia de Benito              | Móra d'Ebre | masia        |         | 41° 04′ 40″ N, 0° 38′ 36″ E / 41.0779104441039°N,0.643350382091034°E |           |                     | Modifica les dades a Wikidata |
|        | Sénia de Bueno               | Móra d'Ebre | masia        |         | 41° 05′ 06″ N, 0° 38′ 56″ E / 41.0849582538079°N,0.648848250419989°E |           |                     | Modifica les dades a Wikidata |
|        | Sénia de Ca l'Ample          | Móra d'Ebre | masia        |         | 41° 04′ 57″ N, 0° 38′ 50″ E / 41.0823963167983°N,0.647332589811408°E |           |                     | Modifica les dades a Wikidata |
|        | Sénia de Canyon              | Móra d'Ebre | masia        |         | 41° 04′ 25″ N, 0° 38′ 54″ E / 41.0736443952767°N,0.648358941685079°E |           |                     | Modifica les dades a Wikidata |
|        | Sénia de Carmeta del Pont    | Móra d'Ebre | masia        |         | 41° 04′ 34″ N, 0° 39′ 02″ E / 41.0761104456205°N,0.650473009495051°E |           |                     | Modifica les dades a Wikidata |
|        | Sénia de Corral              | Móra d'Ebre | masia        |         | 41° 04′ 01″ N, 0° 39′ 17″ E / 41.066849320142°N,0.654801621095131°E  |           |                     | Modifica les dades a Wikidata |
|        | Sénia de Descarrega          | Móra d'Ebre | masia        |         | 41° 04′ 05″ N, 0° 39′ 13″ E / 41.0681844258056°N,0.653575930988034°E |           |                     | Modifica les dades a Wikidata |
|        | Sénia de Fèlix               | Móra d'Ebre | masia        |         | 41° 05′ 03″ N, 0° 38′ 54″ E / 41.0841290068444°N,0.648377847919724°E |           |                     | Modifica les dades a Wikidata |
|        | Sénia de Gallo               | Móra d'Ebre | masia        |         | 41° 04′ 28″ N, 0° 38′ 34″ E / 41.074564443596°N,0.642696289621533°E  |           |                     | Modifica les dades a Wikidata |
|        | Sénia de Garrantxa           | Móra d'Ebre | masia        |         | 41° 04′ 27″ N, 0° 38′ 54″ E / 41.0742270004318°N,0.648219144756858°E |           |                     | Modifica les dades a Wikidata |
|        | Sénia de Garí                | Móra d'Ebre | masia        |         | 41° 04′ 19″ N, 0° 38′ 45″ E / 41.0720632828126°N,0.645915899852008°E |           |                     | Modifica les dades a Wikidata |
|        | Sénia de Guarrissa           | Móra d'Ebre | masia        |         | 41° 06′ 42″ N, 0° 37′ 53″ E / 41.1115585974628°N,0.631392962434778°E |           |                     | Modifica les dades a Wikidata |
|        | Sénia de Jena                | Móra d'Ebre | masia        |         | 41° 05′ 03″ N, 0° 38′ 59″ E / 41.0842722398668°N,0.649658390823373°E |           |                     | Modifica les dades a Wikidata |
|        | Sénia de Josep Antoni        | Móra d'Ebre | masia        |         | 41° 06′ 53″ N, 0° 37′ 55″ E / 41.1145901140743°N,0.632081884221745°E |           |                     | Modifica les dades a Wikidata |
|        | Sénia de Juanito Solàrio     | Móra d'Ebre | masia        |         | 41° 06′ 37″ N, 0° 37′ 53″ E / 41.1103360182012°N,0.631508379501129°E |           |                     | Modifica les dades a Wikidata |
|        | Sénia de Liberto             | Móra d'Ebre | masia        |         | 41° 04′ 27″ N, 0° 39′ 14″ E / 41.074261705643°N,0.653895340656704°E  |           |                     | Modifica les dades a Wikidata |
|        | Sénia de Masero              | Móra d'Ebre | masia        |         | 41° 04′ 29″ N, 0° 38′ 39″ E / 41.074658111152°N,0.644192649001617°E  |           |                     | Modifica les dades a Wikidata |
|        | Sénia de Melic               | Móra d'Ebre | masia        |         | 41° 04′ 40″ N, 0° 38′ 58″ E / 41.0778826194016°N,0.649481434378853°E |           |                     | Modifica les dades a Wikidata |
|        | Sénia de Montlleó            | Móra d'Ebre | masia        |         | 41° 05′ 04″ N, 0° 38′ 45″ E / 41.0845197235752°N,0.645899736876776°E |           |                     | Modifica les dades a Wikidata |
|        | Sénia de Pataques            | Móra d'Ebre | masia        |         | 41° 04′ 34″ N, 0° 38′ 37″ E / 41.076207166397°N,0.643744525135571°E  |           |                     | Modifica les dades a Wikidata |
|        | Sénia de Pavito              | Móra d'Ebre | masia        |         | 41° 04′ 43″ N, 0° 38′ 54″ E / 41.0785808072344°N,0.648385264135427°E |           |                     | Modifica les dades a Wikidata |
|        | Sénia de Pino                | Móra d'Ebre | masia        |         | 41° 04′ 47″ N, 0° 38′ 55″ E / 41.0798401358165°N,0.648745068614606°E |           |                     | Modifica les dades a Wikidata |
|        | Sénia de Roc                 | Móra d'Ebre | masia        |         | 41° 04′ 43″ N, 0° 38′ 37″ E / 41.0785930249134°N,0.643694986133508°E |           |                     | Modifica les dades a Wikidata |
|        | Sénia de Ruolla              | Móra d'Ebre | masia        |         | 41° 04′ 26″ N, 0° 39′ 08″ E / 41.073868236706°N,0.652266818580391°E  |           |                     | Modifica les dades a Wikidata |
|        | Sénia de Saleret             | Móra d'Ebre | masia        |         | 41° 04′ 27″ N, 0° 39′ 03″ E / 41.0740887225668°N,0.650711665164198°E |           |                     | Modifica les dades a Wikidata |
|        | Sénia de Samaroca            | Móra d'Ebre | masia        |         | 41° 04′ 31″ N, 0° 38′ 57″ E / 41.0752705436773°N,0.649038916959381°E |           |                     | Modifica les dades a Wikidata |
|        | Sénia de Sanxo               | Móra d'Ebre | masia        |         | 41° 04′ 19″ N, 0° 39′ 03″ E / 41.0718928340968°N,0.650801780623879°E |           |                     | Modifica les dades a Wikidata |
|        | Sénia de Saubà               | Móra d'Ebre | masia        |         | 41° 04′ 41″ N, 0° 38′ 48″ E / 41.0781033375257°N,0.646616831090042°E |           |                     | Modifica les dades a Wikidata |
|        | Sénia de Sedó                | Móra d'Ebre | masia        |         | 41° 04′ 25″ N, 0° 39′ 25″ E / 41.0736094995019°N,0.656810790565927°E |           |                     | Modifica les dades a Wikidata |
|        | Sénia de Ventureta           | Móra d'Ebre | masia        |         | 41° 04′ 52″ N, 0° 39′ 03″ E / 41.0810105921029°N,0.65092930431324°E  |           |                     | Modifica les dades a Wikidata |
|        | Sénia de la Prudència        | Móra d'Ebre | masia        |         | 41° 04′ 08″ N, 0° 38′ 55″ E / 41.0688838460161°N,0.648564364244144°E |           |                     | Modifica les dades a Wikidata |
|        | Sénia de la Saleta           | Móra d'Ebre | masia        |         | 41° 04′ 41″ N, 0° 38′ 44″ E / 41.0779639647746°N,0.645526725293335°E |           |                     | Modifica les dades a Wikidata |
|        | Sénia del Nassot Petit       | Móra d'Ebre | masia        |         | 41° 04′ 21″ N, 0° 39′ 03″ E / 41.0724620513716°N,0.650888625542886°E |           |                     | Modifica les dades a Wikidata |
|        | Sénia del Peretó             | Móra d'Ebre | masia        |         | 41° 04′ 21″ N, 0° 39′ 23″ E / 41.0725401717713°N,0.656491717350131°E |           |                     | Modifica les dades a Wikidata |
|        | Sénia del Pont               | Móra d'Ebre | masia        |         | 41° 04′ 38″ N, 0° 38′ 59″ E / 41.0772671664029°N,0.649777138099742°E |           |                     | Modifica les dades a Wikidata |
|        | Sénia del Seniet             | Móra d'Ebre | masia        |         | 41° 04′ 40″ N, 0° 39′ 04″ E / 41.0776823372024°N,0.651143089214084°E |           |                     | Modifica les dades a Wikidata |
|        | Sénia del Vent               | Móra d'Ebre | masia        |         | 41° 06′ 35″ N, 0° 37′ 55″ E / 41.1096145766209°N,0.631903491576738°E |           |                     | Modifica les dades a Wikidata |
|        | Sénia del Xano               | Móra d'Ebre | masia        |         | 41° 04′ 15″ N, 0° 39′ 18″ E / 41.0707878968435°N,0.654923433431263°E |           |                     | Modifica les dades a Wikidata |
|        | Xalet de Claudi              | Móra d'Ebre | masia        |         | 41° 04′ 51″ N, 0° 37′ 58″ E / 41.0808721959424°N,0.632733691354112°E |           |                     | Modifica les dades a Wikidata |
|        | Xalet de Martí               | Móra d'Ebre | masia        |         | 41° 04′ 19″ N, 0° 38′ 32″ E / 41.0719268076496°N,0.642326382972959°E |           |                     | Modifica les dades a Wikidata |
|        | Xalet de Martínez            | Móra d'Ebre | masia        |         | 41° 05′ 44″ N, 0° 37′ 48″ E / 41.0956758556447°N,0.629916021693183°E |           |                     | Modifica les dades a Wikidata |
|        | Xalet de Tollo               | Móra d'Ebre | masia        |         | 41° 04′ 23″ N, 0° 38′ 09″ E / 41.0730104595569°N,0.635872395847491°E |           |                     | Modifica les dades a Wikidata |
|        | l'Hort de Roc                | Móra d'Ebre | masia        |         | 41° 06′ 34″ N, 0° 37′ 52″ E / 41.1093164732505°N,0.63098533043544°E  |           |                     | Modifica les dades a Wikidata |
|        | la Venteta                   | Móra d'Ebre | masia        |         | 41° 04′ 57″ N, 0° 36′ 00″ E / 41.082599219946°N,0.599983735261988°E  |           |                     | Modifica les dades a Wikidata |

## monestir
| imatge | Nom                       | Ubicat a    | instància de     | Detalls                                                                                    | coordenades                                        | Protecció                   | Commons (més fotos)                     | Dades a WD                    |
| ------ | ------------------------- | ----------- | ---------------- | ------------------------------------------------------------------------------------------ | -------------------------------------------------- | --------------------------- | --------------------------------------- | ----------------------------- |
|        | Convent de les Carmelites | Móra d'Ebre | monestir edifici |                                                                                            | 41° 05′ 33″ N, 0° 38′ 18″ E / 41.0924°N,0.63842°E  | bé cultural d'interès local | Convent de les Carmelites (Móra d'Ebre) | Modifica les dades a Wikidata |
|        | Convent de les Mínimes    | Móra d'Ebre | monestir edifici | Arquitecte: Joan Abril i Guanyabens Estil: historicisme arquitectònic arquitectura popular | 41° 05′ 25″ N, 0° 38′ 33″ E / 41.09028°N,0.64263°E | bé cultural d'interès local | Convent de les mínimes de Móra d'Ebre   | Modifica les dades a Wikidata |

## muntanya
| imatge | Nom        | Ubicat a    | instància de | Detalls | coordenades                                                            | Protecció | Commons (més fotos)      | Dades a WD                    |
| ------ | ---------- | ----------- | ------------ | ------- | ---------------------------------------------------------------------- | --------- | ------------------------ | ----------------------------- |
|        | la Caixa   | Móra d'Ebre | muntanya     |         | 41° 08′ 03″ N, 0° 34′ 56″ E / 41.13406944°N,0.58225833°E 423.1 msnm    |           |                          | Modifica les dades a Wikidata |
|        | la Picossa | Móra d'Ebre | muntanya     |         | 41° 06′ 34″ N, 0° 34′ 35″ E / 41.1094058162°N,0.57641655962°E 499 msnm |           | La Picossa (Móra d'Ebre) | Modifica les dades a Wikidata |

## pedrera
| imatge | Nom                | Ubicat a    | instància de | Detalls | coordenades                                                          | Protecció | Commons (més fotos) | Dades a WD                    |
| ------ | ------------------ | ----------- | ------------ | ------- | -------------------------------------------------------------------- | --------- | ------------------- | ----------------------------- |
|        | Pedrera de Nolla   | Móra d'Ebre | pedrera      |         | 41° 05′ 03″ N, 0° 36′ 39″ E / 41.0841470840515°N,0.610748223976136°E |           |                     | Modifica les dades a Wikidata |
|        | Pedrera de Solanes | Móra d'Ebre | pedrera      |         | 41° 06′ 27″ N, 0° 33′ 33″ E / 41.1075106251097°N,0.559183540906628°E |           |                     | Modifica les dades a Wikidata |

## polígon industrial
| imatge | Nom                              | Ubicat a    | instància de       | Detalls | coordenades                                                          | Protecció | Commons (més fotos) | Dades a WD                    |
| ------ | -------------------------------- | ----------- | ------------------ | ------- | -------------------------------------------------------------------- | --------- | ------------------- | ----------------------------- |
|        | Polígon industrial Camins Nous   | Móra d'Ebre | polígon industrial |         | 41° 05′ 04″ N, 0° 37′ 21″ E / 41.0844443134726°N,0.62249877835322°E  |           |                     | Modifica les dades a Wikidata |
|        | Polígon industrial La Verdeguera | Móra d'Ebre | polígon industrial |         | 41° 04′ 47″ N, 0° 38′ 15″ E / 41.0796098557122°N,0.637492726256638°E |           |                     | Modifica les dades a Wikidata |

## pont
| imatge | Nom                 | Ubicat a    | instància de | Detalls        | coordenades                                                          | Protecció                                  | Commons (més fotos) | Dades a WD                    |
| ------ | ------------------- | ----------- | ------------ | -------------- | -------------------------------------------------------------------- | ------------------------------------------ | ------------------- | ----------------------------- |
|        | Pont de Móra d'Ebre | Móra d'Ebre | pont         | Travessa: Ebre | 41° 05′ 27″ N, 0° 38′ 43″ E / 41.090892°N,0.645379°E                 | bé integrant del patrimoni cultural català | Pont de Móra d'Ebre | Modifica les dades a Wikidata |
|        | Pont del Rec        | Móra d'Ebre | pont         |                | 41° 04′ 50″ N, 0° 36′ 58″ E / 41.0806279403938°N,0.61608947049327°E  |                                            |                     | Modifica les dades a Wikidata |
|        | Pont del Riu Sec    | Móra d'Ebre | pont         |                | 41° 04′ 44″ N, 0° 38′ 08″ E / 41.0789782365748°N,0.635682260874693°E |                                            |                     | Modifica les dades a Wikidata |

## zona humida
| imatge | Nom                        | Ubicat a    | instància de             | Detalls             | coordenades                                                | Protecció | Commons (més fotos)   | Dades a WD                    |
| ------ | -------------------------- | ----------- | ------------------------ | ------------------- | ---------------------------------------------------------- | --------- | --------------------- | ----------------------------- |
|        | Illa del Galatxo           | Móra d'Ebre | zona humida              | Superfície: 26.82ha | 41° 05′ 00″ N, 0° 39′ 19″ E / 41.0833°N,0.6552°E 20 msnm   |           |                       | Modifica les dades a Wikidata |
|        | galatxo de l'Aubadera      | Móra d'Ebre | zona humida              | Superfície: 6.58ha  | 41° 05′ 56″ N, 0° 38′ 25″ E / 41.0989°N,0.640369°E 20 msnm |           | Galatxo de l'Aubadera | Modifica les dades a Wikidata |
|        | illa i galatxo de Subarrec | Móra d'Ebre | zona humida illa fluvial | Superfície: 25.17ha | 41° 06′ 32″ N, 0° 38′ 10″ E / 41.109°N,0.636°E 20 msnm     |           |                       | Modifica les dades a Wikidata |

## Misc
| imatge | Nom                               | Ubicat a                                    | instància de                                   | Detalls                                                                   | coordenades | Protecció                                            | Commons (més fotos)               | Dades a WD                    |
| ------ | --------------------------------- | ------------------------------------------- | ---------------------------------------------- | ------------------------------------------------------------------------- | --- | ---------------------------------------------------- | --------------------------------- | ----------------------------- |
|        | Ebre                              | Cantàbria País Basc Navarra Aragó Catalunya | riu                                            | Desemboca: mar Mediterrània Llarg: 910km Conca: 86800km²                  | 43° 02′ 15″ N, 4° 22′ 12″ O / 43.0375°N,4.37°O 40° 43′ 43″ N, 0° 52′ 09″ E / 40.728527°N,0.869293°E                 |                                                      | Ebro River                        | Modifica les dades a Wikidata |
|        | Escut dels Montagut               | Móra d'Ebre                                 | relleu                                         | Estil: arquitectura barroca                                               | 41° 05′ 30″ N, 0° 38′ 31″ E / 41.09173°N,0.642°E                                                                    | bé cultural d'interès nacional                       | Escut dels Montagut (Móra d'Ebre) | Modifica les dades a Wikidata |
|        | Hospital Comarcal de Móra d'Ebre  | Móra d'Ebre                                 | hospital edifici                               | Arquitecte: Elies Torres i Tur José Antonio Martínez Lapeña 1988          | 41° 05′ 42″ N, 0° 38′ 19″ E / 41.0951276°N,0.6386844°E ca:Carrer de Benet Messeguer s/n es:Cr Benet Messeguer, S/N  | bé integrant del patrimoni cultural català           | Hospital Comarcal de Móra d'Ebre  | Modifica les dades a Wikidata |
|        | Monument a Julio Antonio          | Móra d'Ebre                                 | monument                                       | Creador: Santiago Costa Vaqué Estil: noucentisme Dedicat a: Julio Antonio | 41° 05′ 30″ N, 0° 38′ 31″ E / 41.0916°N,0.64182°E                                                                   | bé integrant del patrimoni cultural català           | Monument a Julio Antonio          | Modifica les dades a Wikidata |
|        | Móra d'Ebre                       | Móra d'Ebre                                 | entitat singular de població capital municipal | 5739 hab                                                                  | 41° 05′ 36″ N, 0° 38′ 34″ E / 41.0933°N,0.642778°E 40 msnm                                                          |                                                      | Móra d'Ebre                       | Modifica les dades a Wikidata |
|        | Nucli antic de Móra d'Ebre        | Móra d'Ebre                                 | centre històric                                | Estil: arquitectura popular                                               | 41° 05′ 36″ N, 0° 38′ 28″ E / 41.093311°N,0.641019°E                                                                | bé integrant del patrimoni cultural català           | Nucli antic de Móra d'Ebre        | Modifica les dades a Wikidata |
|        | Picosa                            | Móra d'Ebre                                 | vèrtex geodèsic                                | Alt: 1.13m                                                                | 41° 06′ 34″ N, 0° 34′ 35″ E / 41.109389°N,0.576428°E 498.964 msnm                                                   |                                                      |                                   | Modifica les dades a Wikidata |
|        | Plaça de Braus de Móra d'Ebre     | Móra d'Ebre                                 | plaça de toros                                 | Estil: arquitectura popular 19th century                                  | 41° 05′ 46″ N, 0° 38′ 23″ E / 41.09608°N,0.63973°E ca:Al final del pg. de l'Ebre, sota els murs del castell 27 msnm | bé cultural d'interès local                          | Plaça de Braus de Móra d'Ebre     | Modifica les dades a Wikidata |
|        | casa consistorial de Móra d'Ebre  | Móra d'Ebre                                 | casa consistorial                              |                                                                           | 41° 05′ 36″ N, 0° 38′ 30″ E / 41.0932501°N,0.6416681°E                                                              |                                                      | Town hall of Móra d'Ebre          | Modifica les dades a Wikidata |
|        | castell de Móra                   | Móra d'Ebre                                 | castell                                        | Estil: arquitectura popular                                               | 41° 05′ 39″ N, 0° 38′ 27″ E / 41.09425°N,0.64077778°E ca:Carrer Raval de Jesús 54 msnm                              | bé d'interès cultural bé cultural d'interès nacional | Castell de Móra                   | Modifica les dades a Wikidata |
|        | font de Grunes                    | Móra d'Ebre                                 | font                                           |                                                                           | 41° 06′ 18″ N, 0° 32′ 49″ E / 41.104874802048°N,0.54689404823597°E                                                  |                                                      |                                   | Modifica les dades a Wikidata |
|        | plaça de Baix i passeig de l'Ebre | Móra d'Ebre                                 | plaça                                          | Estil: arquitectura popular                                               | 41° 05′ 35″ N, 0° 38′ 31″ E / 41.09318°N,0.64199°E                                                                  | bé integrant del patrimoni cultural català           | Plaça de Baix i Passeig de l'Ebre | Modifica les dades a Wikidata |